# UNPROFOR
United Nations Protection Force (UNPROFOR) byla mírová operace OSN schválená rezolucí rady bezpečnosti č. 721 dne 27. listopadu 1991 působící ve válce v Jugoslávii v letech 1992–1995. Hlavním úkolem mise bylo oddělení válčících stran a ochrana civilního obyvatelstva. Jednou z kontroverzí mise je neúspěch při operacích v Srebrenici v Bosně a Hercegovině, kdy pouze lehce ozbrojení vojáci nedokázali zabránit vydání muslimských mužů armádě Republiky srbské pod vedením Ratka Mladiče.

## Československé a české působení
O vytvoření československé jednotky pro nasazení v mírových misích OSN rozhodla federální vláda na svém zasedání 16. ledna 1992. V návaznosti na toto usnesení začal být v Českém Krumlově budován prapor o síle 500 příslušníků armády složený z dobrovolníků většinou z řad výsadkových jednotek a to jak vojáků z povolání tak vojáků základní služby. Federální shromáždění schválilo usnesením č.306 nasazení jednotky v rámci mise OSN dne 11. března 1992.
Československému praporu velel podplukovník Karel Blahna. Působnost byla určena v sektoru Jih v oblasti Republika Srbská Krajina spolu s prapory z Francie a Keni. Úkolem bylo vybudování kontrolních a propouštěcích stanovišť, ochrana místní chorvatské populace, hlídkování v oblasti a humanitární pomoc.
Rozdělení federace se dotklo i československého praporu, který byl přejmenován na český a slovenský prapor, ale pokračoval nadále jako poslední společná jednotka v níž sloužili příslušníci AČR i ASR. V lednu 1993 došlo k odříznutí části francouzského praporu na základně Karin Plaža a podplukovník Blahna byl požádán velitelem sektoru Jih o vyslání jednotky na pomoc mimo oblast určenou mandátem OSN pro československý prapor. Byla sestavena jednotka o síle 29 mužů, vedená operačním důstojníkem praporu pplk. Petrem Pavlem a vybavená 2 transportéry OT-64 SKOT. Podařilo se zachránit 55 francouzských vojáků. Příslušníci této jednotky byli následně vyznamenáni jak českými, tak francouzskými vojenskými řády.
Společný prapor působil v rámci mise až do března 1993, kdy byl nahrazen praporem Armády České republiky pod velením plukovníka Vladimíra Brauna, nasazeným v období dubna 1993 až března 1994. Počátkem roku 1994 byl prapor posílen o dalších 498 vojáků na základě rozhodnutí parlamentu. Od dubna 1994 byl velitelem jednotky plk. Vojtěch Seidl. Po skončení mandátu mise UNPROFOR se Česká republika účastnila i následné mise UNCRO.